# 축소환
환론에서 축소환(縮小環, 영어: reduced ring)은 0이 아닌 멱영원을 갖지 않는 환이다. 즉, 0이 아닌 원소의 제곱이 항상 0이 아닌 환이다.

## 정의
(곱셈 단위원을 갖는) 환 {\displaystyle R}에 대하여 다음 조건들이 서로 동치이며, 이를 만족시키는 환을 축소환이라고 한다.
- 0이 아닌 모든 원소는 멱영원이 아니다. 즉, 임의의 0이 아닌 원소 {\displaystyle r\in R\setminus \{0\}} 및 양의 정수 {\displaystyle n\in \mathbb {Z} ^{+}}에 대하여, {\displaystyle r^{n}\neq 0}이다.[1]:4
- 임의의 0이 아닌 원소 {\displaystyle r\in R\setminus \{0\}} 및 양의 정수 {\displaystyle n\in \mathbb {Z} ^{+}}에 대하여, {\displaystyle r^{2}\neq 0}이다.
- (유한 개 또는 무한 개의) 영역들의 직접곱의 부분환이다.[1]:207, Theorem (12.7) (0개의 환의 직접곱은 자명환이다.)

### 축소 스킴
축소환의 개념은 대수기하학에서 중요한 역할을 한다. 대수기하학에서, 멱영원은 무한소 함수로 해석된다. 즉, 거듭제곱을 하면 0이 되는 (즉, 무시할 수 있는) 무한소의 값을 갖는 함수이다.
축소 아핀 스킴(영어: reduced affine scheme)은 축소환의 스펙트럼과 동형인 아핀 스킴이다. 축소 스킴(영어: reduced scheme)은 축소 아핀 스킴으로 덮을 수 있는 스킴이다.
모든 대수다양체는 (정의에 따라) 축소 스킴을 이룬다.

## 성질

### 함의 관계
다음 함의 관계가 성립한다.:153
| 체           | ⇒ | 정역 |   |        |
| ⇓            |   | ⇓    | ⇘ |        |
| 나눗셈환     | ⇒ | 영역 | ⇒ | 축소환 |
| ⇓            |   | ⇓    |   | ⇓      |
| 左·右 원시환 | ⇒ | 소환 | ⇒ | 반소환 |

가환환의 경우, 이 함의는 다음과 같이 단순해진다.
| 체           |   | 정역 |   |        |
| ⇕            |   | ⇕    |   |        |
| 나눗셈환     | ⇒ | 영역 | ⇒ | 축소환 |
| ⇕            |   | ⇕    |   | ⇕      |
| 左·右 원시환 |   | 소환 |   | 반소환 |

### 닫힘 성질
축소환들은 부분환·직접곱·국소화에 대하여 닫혀 있다. 즉, 축소환의 부분환·국소화 및 축소환들의 곱 역시 축소환이다.

### 영근기
가환환에 대하여, 다음 두 조건이 서로 동치이다.
- 축소환이다.
- 영근기가 영 아이디얼이다.

가환환 {\displaystyle R}에 대하여, 영근기에 대한 몫환은 가환 축소환을 이룬다.

## 예
자명환은 (자명하게) 축소환이다.
모든 정역은 축소환이다. 즉, 정수환 {\displaystyle \mathbb {Z} }이나 모든 체는 축소환이다. 그 역은 성립하지 않는다. 예를 들어, {\displaystyle \mathbb {Z} \times \mathbb {Z} }는 정역이 아니지만 축소환이다.
축소환이 아닌 환으로는 예를 들어 체 {\displaystyle K}에 대하여 {\displaystyle K[x]/(x^{n})} ({\displaystyle n>0})가 있다. 이 경우, {\displaystyle (x^{n-1})^{2}=0}이므로 {\displaystyle x^{n-1}}은 멱영원을 이룬다.
{\displaystyle \mathbb {Z} /n\mathbb {Z} }가 축소환일 필요충분조건은 {\displaystyle n}이 제곱인자를 갖지 않는 것이다.